# Refugi Niu de l'Àliga
|  | No s'ha de confondre amb Kehlsteinhaus. |

El Refugi Niu de l'Àliga és un refugi de muntanya situat al cim de la Tosa, dins el terme municipal de Bagà, al Berguedà.
Situat a 2.520 m és el refugi guardat més alt del Pirineu Oriental. Ofereix servei de bar, tast de vins i restaurant gastronòmic amb menús de muntanya i també entrepans. Per disposar d'allotjament al Niu cal fer reserva prèvia. Actualment té 27 places en lliteres per dormir-hi.
Situat al parc natural Cadí-Moixeró, és el refugi guardat més alt del Pirineu.

## Accessos
Des de l'estació de la Molina, a peu, hi ha 2:30h. Els pobles més propers són Alp i Bagà, situats a 3:30 hores, si el recorregut es fa a peu. Els refugis més propers són el de Coll de Pal (1:30 hores), el del Rebost (2:45 hores) i el de Sant Jordi (5 hores).
L'accés amb vehicle es fa per carretera des de la Molina, o bé per la carretera de Bagà al Coll de Pal.

## Història
Originàriament el nom del refugi era Refugi de l'Àliga, construït a l'any 1966 i inaugurat el 10 de desembre de 1966, al costat de l'edifici de retorn del telecabina (conegut com el "teleou") que hi arribava. L'edifici formava part de les instal·lacions creades per l'empresa Rigat, SA a la Tosa des de La Molina.
Va entrar en deixadessa i abandonament a finals dels anys 70, i una vegada ja sota titularitat de la Generalitat de Catalunya es recupera i reinaugura el 19 d'octubre de 1985.

## Ascensions i travessies
Penyes Altes de Moixeró (2.260 m.), Comabona (2.530 m.), Puig Llançada (2.406 m.). El sender de llarg recorregut GR-150-1 passa per aquest refugi.